# Васелевко
Васелевко (пол. Wasielewko, нім. Waßberg) — село в Польщі, у гміні Моґільно Моґіленського повіту Куявсько-Поморського воєводства.
Населення — 126 осіб (2011).
У 1975-1998 роках село належало до Бидгощського воєводства.

## Демографія
Демографічна структура станом на 31 березня 2011 року:
|          | Загалом | Допрацездатний вік | Працездатний вік | Постпрацездатний вік |
| -------- | ------- | ------------------ | ---------------- | -------------------- |
| Чоловіки | 62      | 15                 | 41               | 6                    |
| Жінки    | 64      | 17                 | 35               | 12                   |
| Разом    | 126     | 32                 | 76               | 18                   |